# Hugo de Moravia
Hugo de Moravia (falecido por volta de 1219), Senhor de Duffus, Strathbrock e Sutherland, foi um nobre escocês.
Ele era o filho mais velho de Guilherme, o filho mais velho de Freskin, um colono flamengo que chegou à Escócia no reinado do Rei David I da Escócia. Guilherme obteve uma concessão do rei Guilherme I da Escócia, das terras de Strathbrock em West Lothian, bem como Duffus, Roseisle, Inchkeil, Machir e Kintrae em Moray, entre 1165 e 1171. Hugo herdou essas terras com a morte do seu pai. Ele recebeu uma grande propriedade por volta de 1210 e também era conhecido como Senhor de Sutherland.